# Čukarica
Čukarica (em cirílico:Чукарица) é um município da Sérvia localizada no distrito de Belgrado, na região de Šumadija. Possuía uma população de 168508 habitantes segundo o censo de 2002.

## Demografia
| 1961   | 1971    | 1981    | 1991    | 2002    |
| ------ | ------- | ------- | ------- | ------- |
| 53 060 | 102 189 | 132 123 | 150 257 | 178 507 |